# Маурісіо С'єнфуегос
Хосе Маурісіо С'єнфуегос (ісп. José Mauricio Cienfuegos; нар. 12 лютого 1968, Сан-Сальвадор, Сальвадор) — колишній сальвадорський футболіст. Грав на позиції півзахисника в різних сальвадорських і мексиканських клубах, а також в американському «Лос-Анджелес Гелаксі», де провів 8 сезонів і був одним з провідних гравців цієї команди. Був гравцем національної збірної Сальвадору, за яку провів 68 матчів.
Після завершенні ігрової кар'єри працює футбольним тренером. Тренував сальвадорскую «Нехапу» у 2008 році. З 2011 року став працювати в академії клубу «Лос-Анджелес Гелаксі».

## Клубна кар'єра
С'єнфуегос починав свою кар'єру в сальвадоских командах «Расінг Хуніор» і «Сояпанго», після чого в 1988 році перейшов в більш іменитий місцевий «Луїс Анхель Фірпо», у складі якого тричі ставав чемпіоном країни.
У 1991 році він перебрався в Мексику, де виступав за «Монаркас Морелію», а з 1992 року — за «Сантос Лагуну». Будучи незадоволеним своїм місцем в «Сантосі», С'єнфуегос вирішив спробувати свої сили в Європі. Він був близький до підписання контракту з іспанським клубом «Леріда», новачком іспанської Прімери у сезоні 1993/94. Але в підсумку С'єнфуегос повернувся в Сальвадор, де продовжив грати за «Луїс Анхель Фірпо».
У 1996 році він підписав контракт з клубом MLS «Лос-Анджелес Гелаксі», де провів 8 сезонів і став одним з найкращих плеймейкерів ліги. С'єнфуегос неодноразово брав участь у матчах всіх зірок ліги, тричі входив в число 11 кращих гравців року MLS.

## Міжнародна кар'єра
С'єнфуегос дебютував у складі збірної Сальвадору в 1987 році. За 16 років він провів 68 матчів за національну команду і забив 8 м'ячів. Сйєнфуегос представляв свою країну в 32 матчах відбіркових турнірів Чемпіонату світу, виступав на Кубку націй Центральної Америки 1995 та двох Золотих кубках КОНКАКАФ (1996, 1998).
Останній раз за збірну Сальвадору він зіграв в липні 2003 роках в товариському матчі проти збірної Мексики, що проходив на стадіоні «СтабХаб Сентер» у штаті Каліфорнія (США).

### Голи за збірну Сальвадору
| # | Дата              | Місцу                                 | Сцперник           | Рахунок | Результат | Турнір                               |
| - | ----------------- | ------------------------------------- | ------------------ | ------- | --------- | ------------------------------------ |
| 1 | 23 липня 1992     | Кускатлан, Сан-Сальвадор, Сальвадор   | Нікарагуа          | 2:0     | 5:1       | Кваліфікація ЧС-1994                 |
| 2 | 1 листопада 1992  | Кускатлан, Сан-Сальвадор, Сальвадор   | Бермудські Острови | 3:0     | 4:1       | Кваліфікація ЧС-1994                 |
| 3 | 23 березня 1993   | Кускатлан, Сан-Сальвадор, Сальвадор   | США                | 2:2     | 2:2       | Товариський матч                     |
| 4 | 29 листопада 1995 | Оскар Кітеньйо, Санта-Ана, Сальвадор  | Беліз              | 1:0     | 3:0       | Кубок націй Центральної Америки 1995 |
| 5 | 3 грудня 1995     | Флор Бланка, Сан-Сальвадор, Сальвадор | Коста-Рика         | 2:1     | 2:1       | Кубок націй Центральної Америки 1995 |
| 6 | 8 вересня 1996    | Кускатлан, Сан-Сальвадор, Сальвадор   | Куба               | 5:0     | 5:0       | Кваліфікація ЧС-1998                 |
| 7 | 14 вересня 1997   | Кускатлан, Сан-Сальвадор, Сальвадор   | Канада             | 3:1     | 4:1       | Кваліфікація ЧС-1998                 |
| 8 | 16 липня 2000     | Кускатлан, Сан-Сальвадор, Сальвадор   | Гондурас           | 2:5     | 2:5       | Кваліфікація ЧС-2002                 |

## Досягнення

### Клубні
Луїс Анхель Фірпо
- Чемпіон Сальвадору (3): 1988/89, 1990/91, 1991/92

 Лос-Анджелес Гелаксі
- Володар Кубка чемпіонів КОНКАКАФ (1): 2000
  - Фіналіст Кубка чемпіонів КОНКАКАФ (1): 1997
- Володар Кубка MLS (1): 2002
  - Фіналіст Кубка MLS (3): 1996, 1999, 2001
- Володар MLS Supporters' Shield (2): 1998, 2002
- Володар Відкритого кубка США (1): 2001
  - Фіналіст Відкритого кубка США (1): 2002

### Індивідуальні
- Найкращі 11 гравців року MLS (3): 1996, 1998, 1999

## Особисте життя
С'єнфуегос проживає з дружиною і трьома дітьми в долині Сан-Габріель, штат Каліфорнія.